# Neobythites unicolor
Neobythites unicolor är en fiskart som beskrevs av Nielsen och Retzer, 1994. Neobythites unicolor ingår i släktet Neobythites och familjen Ophidiidae. Inga underarter finns listade i Catalogue of Life.